# The Strong Way
The Strong Way er en amerikansk stumfilm fra 1917 af George Kelson.

## Medvirkende
- June Elvidge som Eunice Torrence
- John Bowers som Don Chadwick
- Isabel Berwin som Mrs. Torrence
- Joseph Herbert som Geoffrey Farrow
- Rosina Henley som Martha